# Buckley Town Football Club
Maillots
Le Buckley Town Football Club est un club de football gallois fondé en 1977 et basé dans la ville de Buckley, dans le Flintshire, à 5 kilomètres de la frontière entre le pays de Galles et l'Angleterre.
Pour la saison 2011-2012, le Buckley Town FC est en compétition en Cymru Alliance (deuxième division galloise), une compétition que le club a remporté à l'issue de la saison 2004-2005.

## Bilan saison par saison
|           | I | II | Points | Journées | V  | N  | D  | b.p. | b.c. | Diff. |
| 2010-2011 |   | 9  | 45 pts | 30       | 13 | 6  | 11 | 46   | 48   | -2    |
| 2009-2010 |   | 4  | 60 pts | 32       | 17 | 9  | 6  | 57   | 30   | +27   |
| 2008-2009 |   | 8  | 41 pts | 32       | 12 | 5  | 15 | 45   | 64   | -19   |
| 2007-2008 |   | 14 | 30 pts | 32       | 8  | 9  | 15 | 45   | 80   | -35   |
| 2006-2007 |   | 9  | 52 pts | 34       | 14 | 10 | 10 | 55   | 54   | +1    |
| 2005-2006 |   | 2  | 67 pts | 34       | 20 | 7  | 7  | 87   | 52   | +35   |
| 2004-2005 |   | 1  | 77 pts | 34       | 23 | 8  | 3  | 77   | 36   | +41   |
| 2003-2004 |   | 2  | 66 pts | 32       | 20 | 6  | 6  | 74   | 33   | +41   |

Légende :
- I / II : division jouée
- V / N / D : victoires / matchs nuls / défaites
- b.p. / b.c. : buts pour / buts contre
- Diff : différence de buts
- Victoire du groupe mais promotion refusée dans le championnat hiérarchiquement supérieur
- Promotion dans le championnat hiérarchiquement supérieur
- Relégation dans le championnat hiérarchiquement inférieur

## Joueurs et personnages du club

### Anciens joueurs
Plusieurs joueurs aujourd'hui professionnels en Angleterre ont été formés à Buckley Town, comme Danny Collins ou Ryan Shawcross.